# هندسة تعليمية

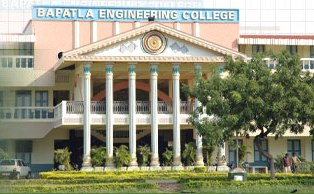
كلية الهندسة باباتلا ، إحدى المؤسسات التعليمية السبع.

الهندسة التعليمية هو أحد فروع الهندسة والذي يهدف لتنمية قدرات المهندسين من خلال تعليمهم وتنمية مهاراتهم في مجالات مختلفة وفق أسس وأصول علمية وعملية باستخدام وسائل مثل الدروس والدورات والشروحات المباشرة. ويعتبر من التخصصات المهمة في الهندسة وهو مكمل لجميع الهندسات الرئيسية، ولا يمكن اعتباره تخصص منفصل بذاته كما لا يمكن العثور عليه في الجامعات أو الكليات تحت هذا المسمى.
 الهندسة التعليمية
 Educational Engineering